# Кочетівка
Коче́тівка — село в Україні, у Берестинському районі Харківської області. Населення становить 475 осіб. Входить до складу Зачепилівської селищної територіальної громади.

## Географія
Село Кочетівка знаходиться на правому березі річки Берестова в місці впадання в неї річки Вошива (ліва притока), вище за течією за 2 км розташоване село Леб'яже, нижче за течією примикає село Нагірне, на протилежному березі — смт Зачепилівка. Поруч із селом знаходиться залізнична станція Зачепилівка.

## Історія
Село засноване 1799 року.
До 2017 року належало до Леб'язької сільради. Відтак увійшло до складу Зачепилівської громади.
Після ліквідації Зачепилівського району 19 липня 2020 року село увійшло до Красноградського (Берестинського) району.

## Населення
Згідно з переписом УРСР 1989 року чисельність наявного населення села становила 169 осіб, з яких 79 чоловіків та 90 жінок.
За переписом населення України 2001 року в селі мешкала 441 особа.

### Мова
Розподіл населення за рідною мовою за даними перепису 2001 року:
| Мова       | Відсоток |
| ---------- | -------- |
| українська | 86,53 %  |
| російська  | 12,42 %  |
| молдовська | 0,21 %   |
| інші       | 0,84 %   |

## Економіка
- Свино-товарна ферма.
- Сільгосптехніка.
- Бурякопункт зі складами і залізничною гілкою.
- Склад хімічних добрив із залізничною гілкою.
- Невеликий піщаний кар'єр.
- «Моноліт», фермерське господарство.